# Альварес, Дамиан
Дамиа́н Ариэ́ль А́льварес (исп. Damián Ariel Álvarez; род. 21 мая 1979, Морон, Аргентина) — мексиканский футболист аргентинского происхождения, выступавший на позиции атакующего полузащитника. Известен по выступлениям за клубы «Монаркас Морелия», «Пачука» и УАНЛ Тигрес.

## Клубная карьера
Альварес — выпускник футбольной академии «Ривер Плейта». Тренер бело-красных Рамон Диас, включил молодого полузащитника в заявку основной команды 1998 году. 18 октября в матче против «Химнасии де Хухуй» он дебютировал аргентинской Примере. Первый успех в составе «Ривер Плейта» состоялся через полгода, когда команда заняла второе место в осенней стадии чемпионата. Это достижение он повторил ещё трижды в сезоне Апертуры 2000, 2001 и Клаусуры 2001, а также дважды выигрывал чемпионат в сезонах Апертуры 1999 и Клаусуры 2000. Вторую половину сезона 2001/02 Дамиан провел в аренду в итальянской «Реджине». 3 марта 2002 года в матче против «Палермо» он дебютировал в итальянской серии B. В новой команде у Альвареса возникли сложности с адаптацией и приняв участие всего в 5 матчах он вернулся в «Ривер Плейт».
Весной 2003 года Альварес перешёл в мексиканский «Монаркас Морелия». 18 января 2003 года в матче против «Монтреррея» он дебютировал в мексиканской Премьере. 16 февраля в поединке против «Пуэблы»Дамиан забил свой первый гол за Монаркас Морелия. В своем дебютном сезоне, Альварес завоевал с командой серебряные медали Клаусуры 2003. В том же году он помог клубу выйти в финал Кубка чемпионов КОНКАКАФ. За три с половиной года, проведанных в команде Дамиан стал одним лидеров команды, сыграв за неё более 100 матчей и забив 23 гола.
Летом 2006 года Альварес принял приглашение тогдашнего чемпиона страны — «Пачуки». Дамиан очень быстро завоевав место в основном составе и уже осенью в составе новой команды выиграл Южноамериканский кубок. 5 февраля 2009 года в матче Кубка Либертадорес против чилийского «Универсидад де Чили» Альварес забил гол. С «Пачукой» он трижды выиграл Кубок чемпионов КОНКАКАФ в 2007, 2008 и 2010 годах. Две первые победы в клубном первенстве континента позволили Альваресу дважды поучаствовать в Чемпионате мира среди клубов, где его команды заняла 6-е и 4-е места соответственно. В 2007 году Дамиан в составе команды выиграл Североамериканскую лигу. В том же году Альварес вновь стал чемпионом, а двумя годами позже получает серебряную медаль Клаусуры 2009. За четыре года проведенные в клубе Дамиан сыграл более 150 матчей во всех турнирах и забив 22 гола.
Летом 2010 года, несмотря на интерес со стороны столичной «Америки», Альварес подписал трехлетний контракт с УАНЛ Тигрес. Сумма трансфера составила 3,7 млн. евро. Инициатором перехода становится новый тренер «тигров» Рикардо Ферретти, с которым Дамиан работал в «Морелии». 25 июля в матче против «Керетаро» он дебютировал за новую команду. 8 августа в поединке против «Америки» Альварес забил свой первый гол за УАНЛ Тигрес. В 2011 году он во второй раз стал чемпионом страны. В 2015 году в матчах Кубка Либертадорес против своего бывшего клуба «Ривер Плейт» и боливийского «Университарио» Дамиан забил по голу. В том же году он в очередной раз стал чемпионом Мексики. В 2017 году Альварес стал четырёхкратным чемпионом Мексики в составе «тигров». В розыгрыше Лиги чемпионом КОНКАКАФ в матчах против коста-риканского «Эредиано» и канадского «Ванкувер Уайткэпс» он забил по голу. В том же году Дамиан завершил карьеру.

## Международная карьера
1 марта 2012 года в товарищеском матче против сборной Колумбии Альварес дебютировал за сборную Мексики заменив во втором тайме Пабло Барреру.

## Достижения
Командные
 «Пачука»
- Чемпионат Мексики по футболу — Клаусура 2007
- Лига чемпионов КОНКАКАФ — 2007
- Лига чемпионов КОНКАКАФ — 2008
- Лига чемпионов КОНКАКАФ — 2009/10
- Южноамериканский кубок — 2006

 УАНЛ Тигрес
- Чемпионат Мексики по футболу — Апертура 2011
- Чемпионат Мексики по футболу — Апертура 2015
- Чемпионат Мексики по футболу — Апертура 2016
- Чемпионат Мексики по футболу — Апертура 2017
- Финалист Кубка Либертадорес — 2015